# Serres de Llevant
Die Serres de Llevant („Gebirge des Ostens“) sind eine Mittelgebirgskette im Osten der spanischen Baleareninsel Mallorca. Sie befindet sich in den Regionen (Comarques) Llevant und Migjorn.
Der Gebirgszug wird gebildet aus dem Bergland von Artà (Serra Artana oder auch Massís d’Artà) im Norden, dem Gebirge von Calicant (Serra de Calicant), dem südlichen Bergland von Manacor/Felanitx sowie einzelnen Erhebungen, die zwar Ausläufer der Gebirge darstellen, aber heute von diesen räumlich getrennt erscheinen. Die mittlere Höhe des mallorquinischen Mittelgebirges im Osten der Insel liegt zwischen 300 und 400 Meter. Höchste Erhebung mit 561 Metern ist der Puig Morei oder auch sa Talaia Freda („der kalte Wachturm“) im Bergland von Artà.

## Geografie

### Geografische Lage
Bei dem Mittelgebirge der Serres de Llevant handelt es sich um ein stark zergliedertes Hügelland, das nördlich in der Gemeinde Artà mit dem Bergland von Artà bis an die Nordostküste Mallorcas am Cap de Ferrutx reicht. Die westliche Begrenzung bildet das Tal des Torrent de na Borges, eines Sturzbaches (Torrent), der südlich der Stadt Manacor am 354 Meter hohen Muntanya de sa Vall entspringt und bei Son Serra de Marina in die Bucht von Alcúdia mündet. Weiter südlich liegen Felanitx und der zu dieser Gemeinde gehörende Ort Cas Concos des Cavaller am Westhang des Gebirges.
Nach Osten ist keine klare Grenze der Serres de Llevant erkennbar. Das Mittelgebirge geht dort in eine Küstenebene über, aus der mehrere Erhebungen herausragen. Die höchsten dieser Berge sind der 271 Meter über dem Meeresspiegel hohe Es Telegraf, auch Talaia de Son Jaumell, in der Gemeinde Capdepera, der Puig de Son Jordi mit 316 Meter und der Puig Negre de sa Torre mit 276 Meter, beide an der Gemeindegrenze zwischen Capdepera und Son Servera, sowie der Puig de sa Font an der Gemeindegrenze von Son Servera zu Sant Llorenç des Cardassar mit 271 Meter Höhe. Nach Süden reichen die Serres de Llevant bis zur „Marina von Santanyí“, einer marinen Abrasionsplatte, die durch tektonische Hebung heute oberhalb der Meeresoberfläche liegt und etwa beim Ort s’Alqueria Blanca in der Gemeinde Santanyí beginnt.

### Höchste Erhebungen

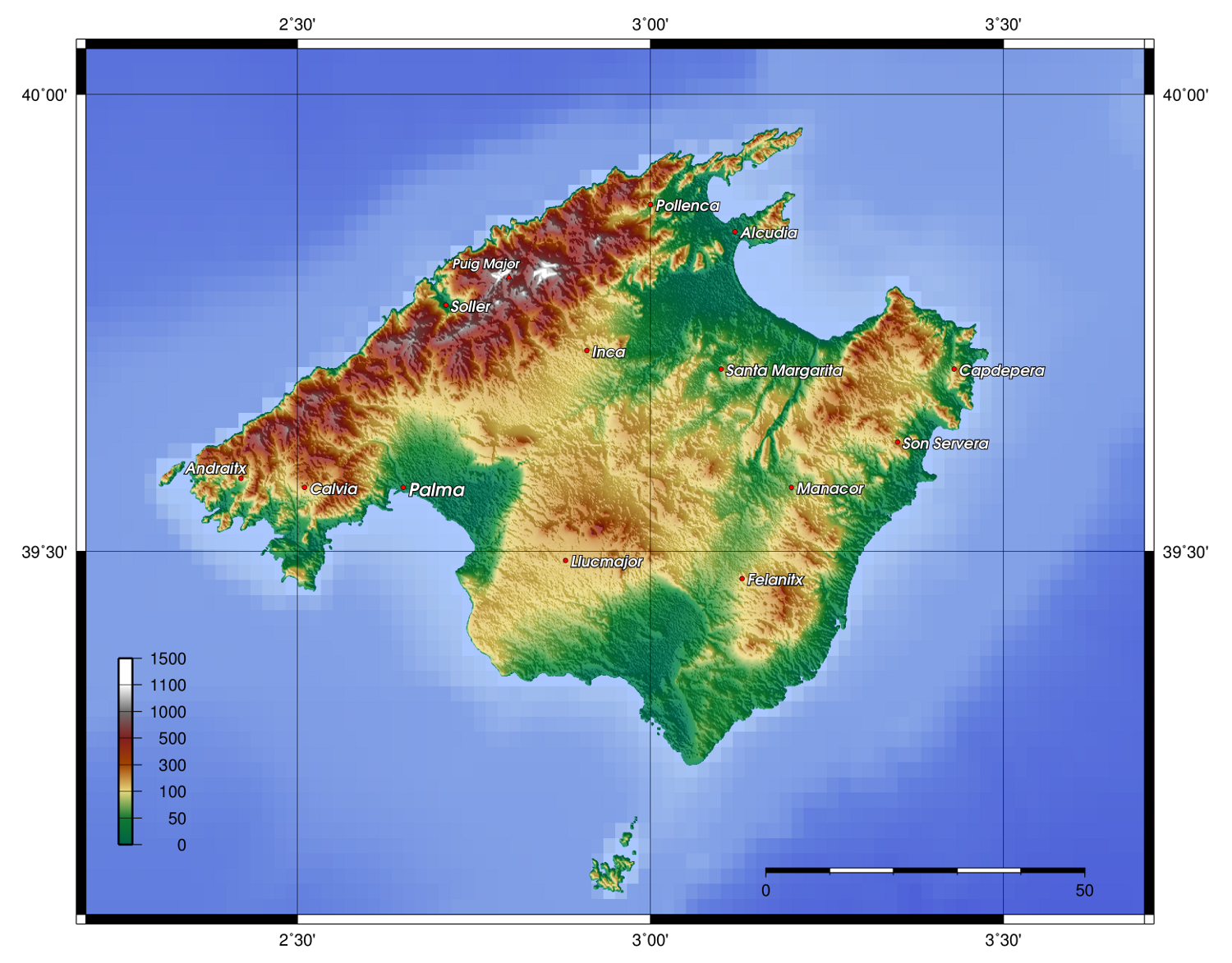
Topografie von Mallorca

| - Puig Morei / sa Talaia Freda, 561 Meter - Puig de Ferrutx, 522 Meter - Puig de Sant Salvador, 494 Meter - Puig d’Alpare, 487 Meter - Muntanya de Calicant, 476 Meter - Puig de sa Tudossa, 444 Meter - Talaia Moreia, 432 Meter - Puig de s’Envestida, 423 Meter |  |  | - Es Telegraf, 418 Meter - Sa Comuna, 405 Meter - Puig des Racó, 386 Meter - Puig des Corb, 370 Meter - Puig d’en Cotó, 359 Meter - Muntanya de sa Vall, 354 Meter - Puig de ses Fites, 353 Meter - Puig d’en Poca Son, 325 Meter |

### Geologie
Die Serres de Llevant sind wie die an der Nordwestküste Mallorcas gelegene Serra de Tramuntana eine Fortsetzung der Betischen Kordillere, dem Gebirgszug zwischen Granada und Murcia auf dem spanischen Festland. Das junge Faltengebirge mit Deckenbau besteht überwiegend aus mesozoischem Kalkstein und Dolomit, sowie teilweise miozänen Sedimenten, wie Mergel. Dem höheren Mergel-Anteil, einem Material, das schneller erodiert als Kalkstein, ist es zuzuschreiben, dass die Serres de Llevant heute wesentlich niedriger sind, als die zur gleichen Zeit aufgefalteten Berge der Serra de Tramuntana.

## Naturraum

### Naturschutz
Im Jahr 2001 wurde im Norden der Serres de Llevant der Parc natural de la península de Llevant („Naturpark der Halbinsel des Llevant“) eingerichtet. Er umfasste fast vollständig das Bergland von Artà, bis er Ende 2003 auf 6,33 % seiner ursprünglich ausgewiesenen Fläche reduziert wurde. Zum Naturpark gehören heute 1.576 Hektar am Cap de Ferrutx, einschließlich des höchsten Berges der Serres de Llevant, dem Puig Morei. Neben diesem Naturschutzgebiet sind weite Teile des Gebirges durch das Naturraumgesetz (ANEI / ARIP) vor Verbauung des Bodens geschützt.

### Wanderwegenetz
Der Naturpark ist für den öffentlichen Verkehr gesperrt. Für Wanderer gibt es ein gut ausgebautes Wegenetz mit zwölf markierten Wanderungen von leicht bis anspruchsvoll. Bester Ausgangspunkt ist der Wanderparkplatz vor dem Gutshof s'Alqueria Vella, in dem ein kleines Besucherzentrum über den Naturpark informiert. Mögliche Halbtagestouren sind die Besteigungen von Puig de sa Tudossa, Talaia Freda, Puig des Porrassar und der Abstieg zum Strand s'Arenalet des Verger. Die Besteigung des Talaia Moreia im östlichsten Zipfel des Naturparks ist aus Gründen des Naturschutzes nicht gestattet.